# Girard, Kansas
Girard là một thành phố thuộc quận Crawford, tiểu bang Kansas, Hoa Kỳ. Năm 2010, dân số của xã này là 2789 người.

## Dân số
Dân số các năm:
- Năm 2000: 2773 người
- Năm 2010: 2789 người